# Tim Buckley
Timothy Charles Buckley (Washington, 14 febbraio 1947 – Santa Monica, 29 giugno 1975) è stato un cantautore statunitense.
È considerato da buona parte della critica uno dei cantanti più geniali e innovativi dell'intera storia del rock. Il critico Piero Scaruffi l'ha definito "il cantante più geniale della storia della musica rock, e forse dell'intera storia della musica".

## Biografia
Timothy Charles Buckley III nacque a Washington, figlio di Elaine Scalia, un'italoamericana, e di Tim Charles Buckley Jr., un pluridecorato della seconda guerra mondiale con origini irlandesi. Trascorse l'infanzia ad Amsterdam, cittadina industriale dello Stato di New York, dove ebbe i primi contatti con la musica: la madre era una fan di Miles Davis e il padre della musica country. Nel 1956 la famiglia si trasferì a Bell Gardens in California.
A tredici anni imparò a suonare il banjo e con il compagno di scuola Dan Gordon formò un gruppo ispirato al The Kingston Trio. Entrò nella squadra di football americano della scuola, dove coprì il ruolo di quarterback. Durante uno scontro di gioco si ruppe le prime due dita della mano sinistra. Non riottenne mai l'uso completo delle dita, tanto che non poté più suonare il barré e ciò lo costrinse a usare accordi estesi.
Durante il periodo delle scuole superiori conobbe Larry Beckett, autore della maggior parte dei testi dei suoi primi brani, e Jim Fiedler. Il 25 ottobre 1965, a diciannove anni, sposò la compagna di scuola Mary Guibert, dalla quale, un anno più tardi, ebbe un figlio, Jeff Buckley, nato il 17 novembre 1966: anche lui, negli anni novanta, sarebbe divenuto un musicista.
Finita la scuola iniziò a esibirsi in diversi club di Los Angeles. In uno di questi spettacoli venne notato da Jac Holzman, proprietario della Elektra Records, che lo mise sotto contratto, permettendogli di pubblicare nel dicembre del 1966 il suo primo LP, l'omonimo Tim Buckley. In supporto al disco cominciò un lungo tour negli Stati Uniti, durante il quale partecipò anche allo show televisivo di Johnny Carson, e a Essen in Germania al festival musicale “Internationalen Essener Songtage” (in Italia ricordato come “le cinque giornate di Essen”), insieme ad altri importanti gruppi musicali ed artisti internazionali dell'epoca come Frank Zappa, The Fugs e Brian Auger.
Nel 1967, ancora per l'Elektra, pubblicò Goodbye and Hello, disco fortemente influenzato dal folk rock di Bob Dylan e dal rock psichedelico in auge in quegli anni. L'album è considerato dalla critica il primo dei suoi capolavori. I brani I Never Asked to Be Your Mountain e Once I Was verranno reinterpretati dal figlio Jeff durante il concerto in memoria del padre, tenutosi a New York il 26 aprile 1991. Un altro brano, Morning Glory, verrà reinterpretato dalla band britannica This Mortal Coil nell'album del 1986 Filigree & Shadow. Anche a questo disco fece seguito un lungo tour, che giunse anche in Europa, dove si esibì per lo show radiofonico di John Peel.
Nel 1969 uscì il terzo album, Happy Sad, influenzato questa volta più dal jazz, in particolare da Miles Davis, con brani più dilatati rispetto al disco precedente. Anche questo lavoro è ben valutato dalla critica, nonostante lo scarso successo di vendite.
Nello stesso anno rescisse il contratto con l'Elektra, passando alla Straight Records di Frank Zappa e del produttore Herb Cohen. Per questa etichetta pubblicò Blue Afternoon (1969). Nel 1970 uscì per l'Elektra l'album Lorca, che venne registrato contemporaneamente a Blue Afternoon. Proprio Lorca è generalmente considerato dalla critica come l'album di passaggio fra il "periodo folk" di Goodbye and Hello e Happy Sad a quello "psichedelico" del successivo Starsailor.
Nel 1970 realizzò e diede alle stampe Starsailor, disco più vicino alla sperimentazione, considerato da molti critici il suo massimo capolavoro e indubbiamente uno dei più ardui esperimenti sul canto mai realizzati. In questo album è presente il brano Song to the Siren, probabilmente il più famoso di Buckley. La reinterpretazione della band inglese This Mortal Coil nell'album It'll End in Tears (1984) riscuoterà notevole successo. Il brano sarà reinterpretato anche da Robert Plant nel suo album Dreamland (2002), da John Frusciante nell'album The Empyrean (2009), da Bryan Ferry nel suo Olympia (2010) e da Sinéad O'Connor.
In seguito allo scarso successo commerciale dei suoi dischi, dopo la pubblicazione di Starsailor Buckley sospese temporaneamente l'attività musicale, cadendo preda della depressione e sviluppando una dipendenza per l'alcool e le droghe. Inoltre, si dedica ad altre attività, come il cinema, scrivendo sceneggiature e recitando nel film mai uscito Why?, di Victor Stoloff.
Nel 1972 vi fu il ritorno sulle scene con l'album Greetings from L.A., che virò il suono verso il funk, a cui fecero seguito nel 1973 Sefronia e nel 1974 Look at the Fool, due album considerati dalla critica come il punto più basso della sua produzione.
Tim Buckley morì la sera del 29 giugno 1975 a Santa Monica, in California, per overdose di eroina e alcool, all'età di 28 anni.

## Stile musicale
Celebre per la vocalità duttile e di grande estensione, Tim Buckley ha pubblicato prevalentemente brani folk rock dalle contaminazioni psichedeliche e barocche. Nonostante il carattere malinconico e introspettivo della sua musica, il cantante statunitense viene correlato alla corrente "freak" dell'epoca per la sua tendenza a fondere fra loro molti stili diversi in modo da creare una musica "totale". Secondo Lee Underwood, uno dei suoi collaboratori, "Buckley fu per il canto ciò che Hendrix fu per la chitarra, Cecil Taylor per il piano e John Coltrane per il sassofono." Il sito Progarchives considera inoltre il cantante e cantautore esponente del folk progressivo. Dopo un primo album omonimo di folk tradizionale (1966), sono usciti i brani di Goodbye and Hello (1967) che segnano un'evoluzione stilistica in direzione del jazz, del folk e del pop, e quelli di Happy Sad (1968), che vedono l'artista affinare la sua vocalità e privilegiare sonorità eteree in cui la voce diviene uno strumento a sé stante. Dopo cinque anni di sperimentazioni, Buckley sarebbe approdato a Starsailor (1970), album estatico e tormentato in cui l'artista esprime al massimo le sue potenzialità vocali e che risente significativamente l'influenza del free jazz. Con i dischi successivi, che precedono di poco la sua morte, Buckley ha puntato verso un registro più commerciale e dalle sfumature R&B.

## Discografia

### Album in studio
- 1966 – Tim Buckley (Elektra Records)
- 1967 – Goodbye and Hello (Elektra Records)
- 1969 – Happy Sad (Elektra Records)
- 1969 – Blue Afternoon (Straight Records)
- 1970 – Lorca (Elektra Records)
- 1970 – Starsailor (Straight Records)
- 1972 – Greetings from L.A. (Straight Records)
- 1973 – Sefronia (DiscReet Records)
- 1974 – Look at the Fool (DiscReet Records)

### Raccolte
- 1978 – The Late Great Tim Buckley (Warner Music Group), pubblicato solo in Australia
- 1983 – The Best of Tim Buckley (Rhino Records)
- 1999 – Works in Progress (Rhino Records)
- 2001 – The Dream Belongs to Me: Rare and Unreleased 1968-1973 (Manifesto Records)
- 2001 – Morning Glory - The Tim Buckley Anthology (Rhino Records)
- 2016 – Lady, Give Me Your Key (Future Days Recordings)

### Album dal vivo
- 1990 – Dream Letter - Live in London 1968 (Enigma Records)
- 1991 – Peel Sessions (Strange Fruit Records)
- 1994 – Live at the Troubadour 1969 (Rhino Records)
- 1995 – Honeyman: Live 1973 (Manifesto Records)
- 1999 – Once I Was (Strange Fruit Records)
- 2000 – Copenhagen Tapes (Import)
- 2009 – Live at the Folklore Center, NYC - March 6, 1967 (Tompkins Square)
- 2017 – Greetings from West Hollywood (Edsel Records)
- 2017 – Venice Mating Call (Edsel Records)
- 2019 - Live at the Electric Theatre Co Chicago, 1968 (Manifesto Records)